# Ріс Нелсон
Ріс Нелсон (англ. Reiss Nelson, нар. 10 грудня 1999, Саутерк, Лондон) — англійський футболіст зімбабвійського походження, півзахисник, правий вінгер лондонського «Арсенала».

## Клубна кар'єра
Народився 10 грудня 1999 року в лондонському боро Саутерк в родині зімбабвійця і англійки. Розпочав займатись футболом у місцевій команді «Луїшем Боро».

### «Арсенал»
Він приєднався до академії Арсеналу, коли йому було дев'ять років. Нелсон справив величезне враження на молодіжних тренерів і пройшов усі вікові команди академії, зігравши 35 ігор у молодіжних командах «Арсеналу», у тому числі 9 ігор в команді U-21 сезону 2016/17. Після кількох вдалих виступів у молодіжних команд, Нелсон підписав свій перший професійний контракт з «Арсеналом» 10 грудня 2016 року, на своє 17-річчя. Головний тренер першої команди Арсен Венгер включив Нелсона в заявку своєї команди на сезон 2017/18.
19 липня 2017 року Нельсон дебютував за «Арсенал» в матчі товариського Міжнародного кубка чемпіонів 2017 року проти «Баварії», який закінчився перемогою англійців в серії пенальті. 6 серпня 2017 року дебютував за дорослу команду на офіційному рівні в поєдинку Суперкубка Англії проти «Челсі», вийшовши на заміну на 87-ій хвилині замість Денні Велбека. Цього разу «каноніри» знову здобули перемогу в серії пенальті, завдяки чому Нелсон здобув перший трофей у кар'єрі.
14 вересня 2017 року Нелсон дебютував у єврокубках, вийшовши на заміну Тео Волкотту на 82-й хвилині матчу Ліги Європи з «Кельном» і в подальшому став стабільно виходити в матчах другого за престижністю європейського турніру. 20 січня 2018 року Нелсон дебютував у Прем'єр-лізі, вийшовши на заміну на 72-й хвилині в матчі проти «Крістал Пелес» (4:1). Всього протягом першого сезону зіграв у складі «гармашів» 16 матчів у всіх турнірах.
31 серпня 2018 року був відданий в оренду на сезон в німецький «Гоффенгайм 1899». 15 вересня 2018 року дебютував за команду у Бундеслізі в грі проти «Фортуни» (Дюссельдорф), замінивши на 72 хвилині Стефана Поша, а вже на 86 хвилині забив свій перший гол за клуб, який зрівняв рахунок у грі. Втім через дві хвилини його команда знову пропустила і програла матч 1:2.

## Виступи за збірні
2014 року дебютував у складі юнацької збірної Англії. Зі збірною до 17 років взяв участь у юнацькому чемпіонаті Європи 2016 року у Азербайджані. На турнірі Ріс забив по голу у кожному матчі групового етапу і допоміг команді вийти в плей-оф, за що по завершенні турніру був включений у символічну збірну змагання.
Згодом виступав за збірну до 19 років, якій допоміг кваліфікуватись на юнацький чемпіонат Європи 2018 року у Фінляндії, зробивши дубль у матчі проти угорців (4:1), втім у фінальну заявку включений не був. 

## Статистика виступів

### Статистика клубних виступів
| Сезон             | Команда           | Чемпіонат         | Чемпіонат | Чемпіонат | Національний кубок | Національний кубок | Національний кубок | Континентальні кубки | Континентальні кубки | Континентальні кубки | Інші змагання | Інші змагання | Інші змагання | Усього | Усього | Усього |
| Сезон             | Команда           | Ліга              | Ігор      | Голів     | Ліга               | Ігор               | Голів              | Ліга                 | Ігор                 | Голів                | Ліга          | Ігор          | Голів         | Ігор   | Голів  |        |
| ----------------- | ----------------- | ----------------- | --------- | --------- | ------------------ | ------------------ | ------------------ | -------------------- | -------------------- | -------------------- | ------------- | ------------- | ------------- | ------ | ------ | ------ |
| 2017–18           | «Арсенал»         | ПЛ                | 3         | 0         | КА+КЛ              | 1+3                | 0                  | ЛЄ                   | 8                    | 0                    | СА            | 1             | 0             | 16     | 0      |        |
| 2018–19           | «Гоффенгайм 1899» | БЛ                | 1         | 1         | КН                 | 0                  | 0                  | ЛЧ                   | 0                    | 0                    | -             | -             | -             | 0      | 0      |        |
| Усього за кар'єру | Усього за кар'єру | Усього за кар'єру | 3         | 0         |                    | 4                  | 0                  |                      | 8                    | 0                    |               | 1             | 0             | 16     | 0      |        |

## Досягнення
- Володар Суперкубка Англії (2):

«Арсенал»: 2017, 2020
- Володар Кубка Англії (1):

«Арсенал»: 2019–20